# Łozno-Ołeksandriwka
Łozno-Ołeksandriwka (ukr. Лозно-Олександрівка) – osiedle typu miejskiego na Ukrainie, w obwodzie ługańskim, w rejonie swatowskim, siedziba hromady. W 2001 liczyło 1181 mieszkańców, spośród których 1106 wskazało jako ojczysty język ukraiński, 74 rosyjski, a 1 osoba się nie zadeklarowała.